# Omloop Het Nieuwsblad 2017
L'Omloop Het Nieuwsblad 2017, settantaduesima edizione della corsa e valevole come quarta prova dell'UCI World Tour 2017 categoria 1.UWT, si svolse il 25 febbraio 2017 su un percorso di 198,3 km, con partenza e arrivo a Gand, in Belgio. La vittoria fu appannaggio del belga Greg Van Avermaet, che completò il percorso in 4h55'06", alla media di 40,258 km/h, precedendo lo slovacco Peter Sagan e il connazionale Sep Vanmarcke.
Sul traguardo di Gand 116 ciclisti, su 198 partenti, portarono a termine la competizione.

## Squadre e corridori partecipanti
| N.      | Cod. | Squadra                         |
| ------- | ---- | ------------------------------- |
| 1-8     | BMC  | BMC Racing Team                 |
| 11-18   | BOH  | Bora-Hansgrohe                  |
| 21-28   | QST  | Quick-Step Floors               |
| 31-38   | LTS  | Lotto-Soudal                    |
| 41-48   | CDT  | Cannondale-Drapac               |
| 51-58   | AST  | Astana Pro Team                 |
| 61-68   | TBM  | Bahrain-Merida Pro Cycling Team |
| 71-78   | FDJ  | FDJ                             |
| 81-88   | ORS  | Orica-Scott                     |
| 91-98   | KAT  | Team Katusha-Alpecin            |
| 101-108 | TLJ  | Team Lotto NL-Jumbo             |
| 111-118 | SUN  | Team Sunweb                     |
| 121-128 | TFS  | Trek-Segafredo                  |

| N.      | Cod. | Squadra                      |
| ------- | ---- | ---------------------------- |
| 131-138 | SKY  | Team Sky                     |
| 141-148 | ALM  | AG2R La Mondiale             |
| 151-158 | SVB  | Sport Vlaanderen-Baloise     |
| 161-168 | WGG  | Wanty-Groupe Gobert          |
| 171-178 | WVA  | WB Veranclassic Aqua Protect |
| 181-188 | VWC  | Vérandas Willems-Crelan      |
| 191-198 | RNL  | Roompot-Nederlandse Loterij  |
| 201-208 | FVC  | Fortuneo-Vital Concept       |
| 211-218 | DEN  | Direct Énergie               |
| 221-228 | COF  | Cofidis                      |
| 231-238 | ICA  | Israel Cycling Academy       |
| 241-248 | ABS  | Aqua Blue Sport              |

## Ordine d'arrivo (Top 10)
| Pos. | Corridore         | Squadra    | Tempo    |
| ---- | ----------------- | ---------- | -------- |
| 1    | Greg Van Avermaet | BMC        | 4h55'06" |
| 2    | Peter Sagan       | Bora       | s.t.     |
| 3    | Sep Vanmarcke     | Cannondale | s.t.     |
| 4    | Fabio Felline     | Trek       | a 45"    |
| 5    | Oscar Gatto       | Astana     | a 52"    |
| 6    | Luke Rowe         | Sky        | s.t.     |
| 7    | Oliver Naesen     | AG2R       | s.t.     |
| 8    | Jasper Stuyven    | Trek       | s.t.     |
| 9    | Matteo Trentin    | Quick-Step | a 56"    |
| 10   | Adrien Petit      | Direct     | a 58"    |